# Programmed Data Processor

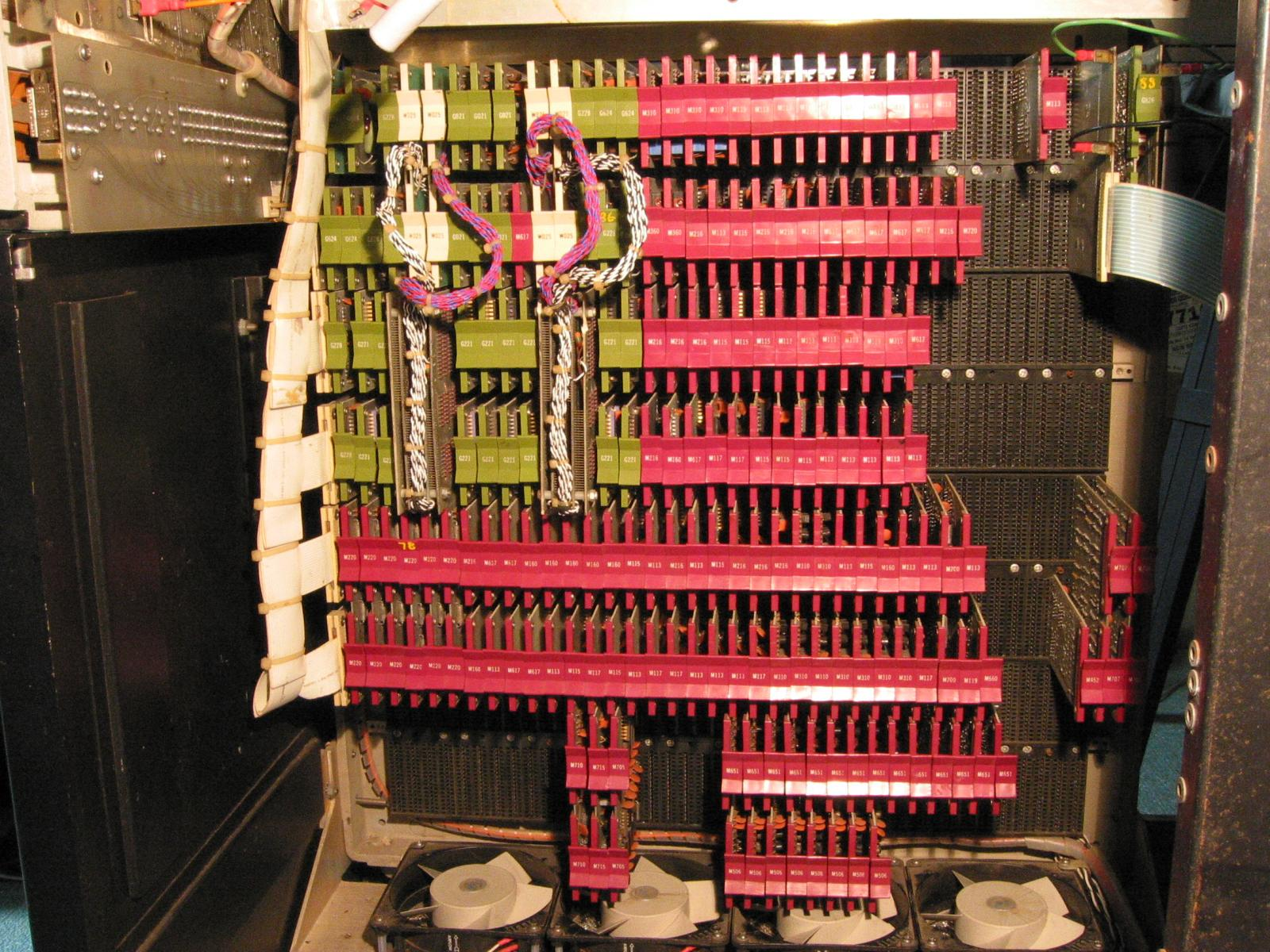
Intérieur d'un PDP-8

PDP est le sigle de Programmed Data Processor qui correspond à une gamme de mini-ordinateur fabriqué par Digital Equipment Corporation (DEC) de 1957 à 1990.

## Modèles
La gamme des PDP inclut les modèles suivants :
- 1959 - 1970 : PDP-1, PDP-4, PDP-7, PDP-9, PDP-15 machines 18 bits.
- 1962 - 1976 : PDP-5, PDP-8, PDP-12, PDP-14, machines 12 bits.
- 1964 - ? : PDP-6, PDP-10, machines 36 bits.
- 1970 - 1993 : PDP-11, machines 16 bits.

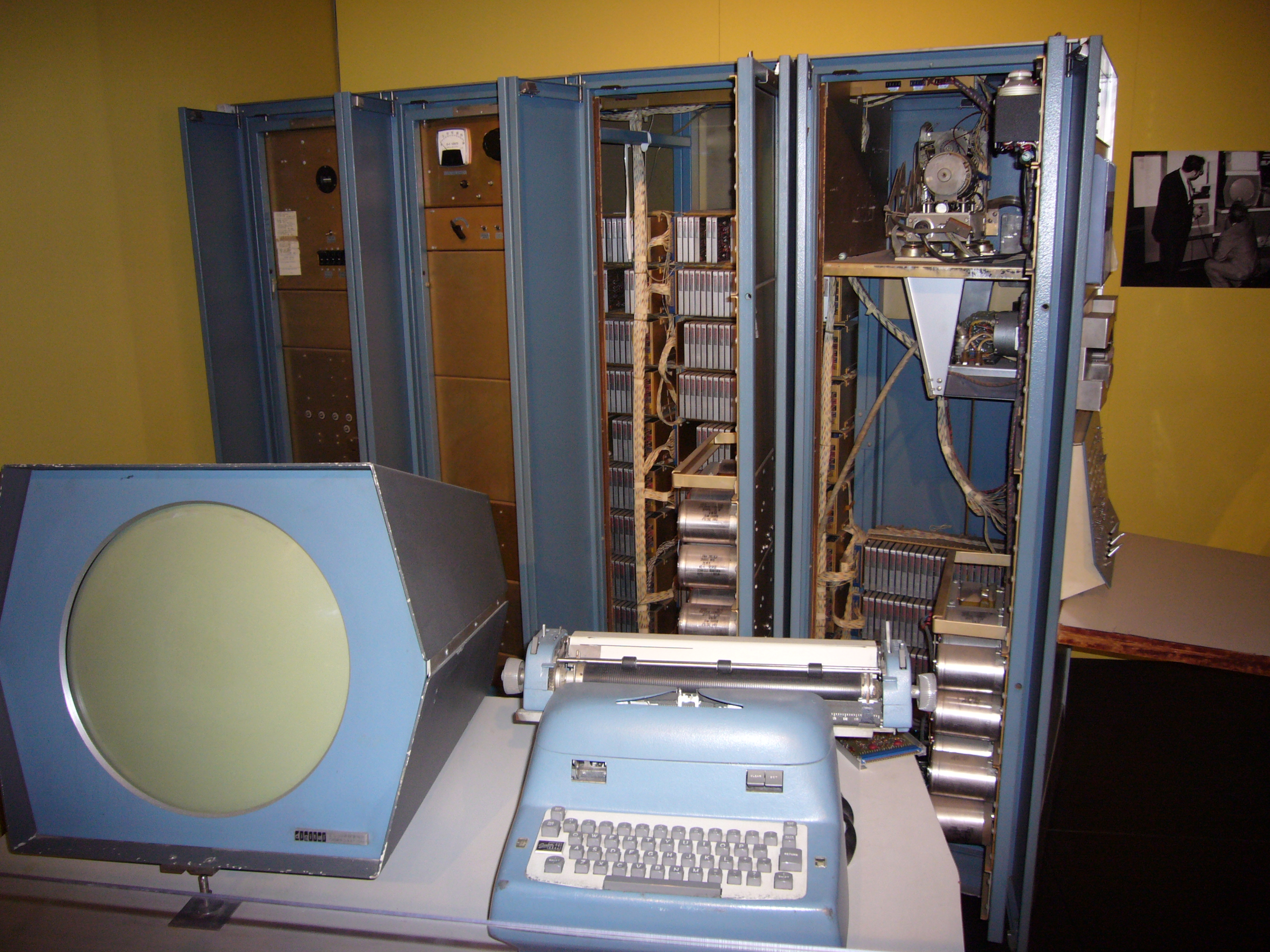
PDP-1
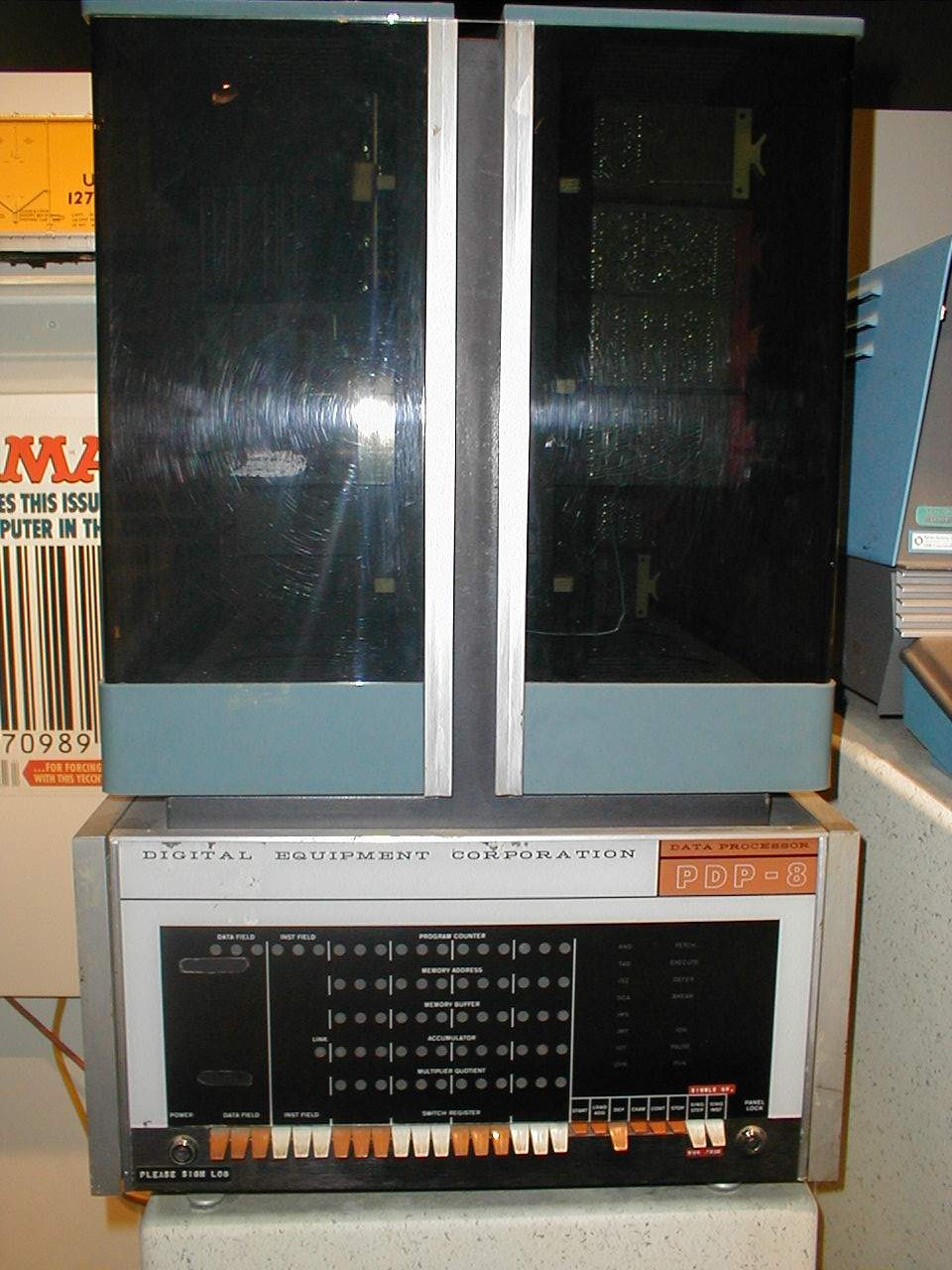
PDP-8
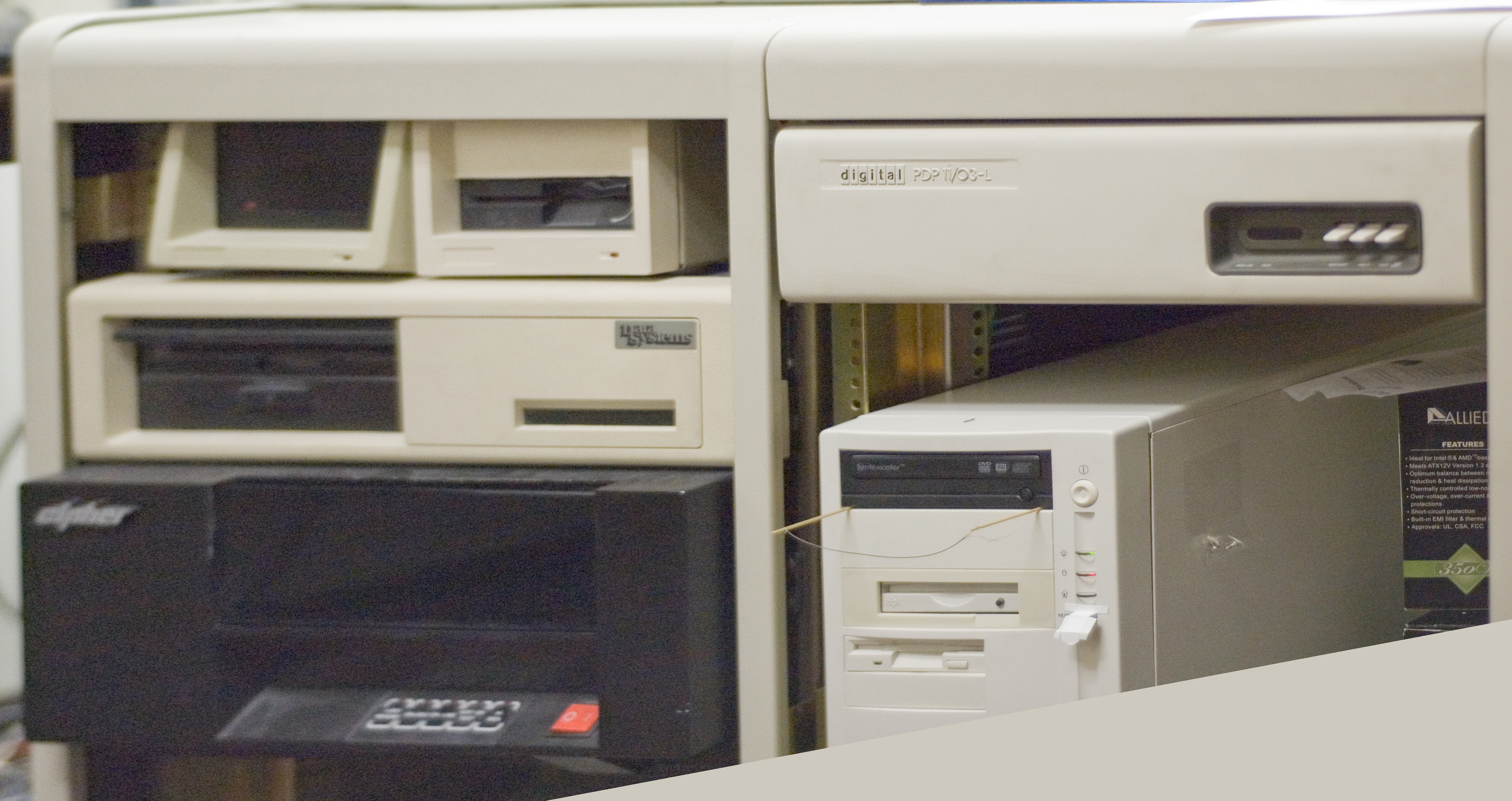
PDP-11
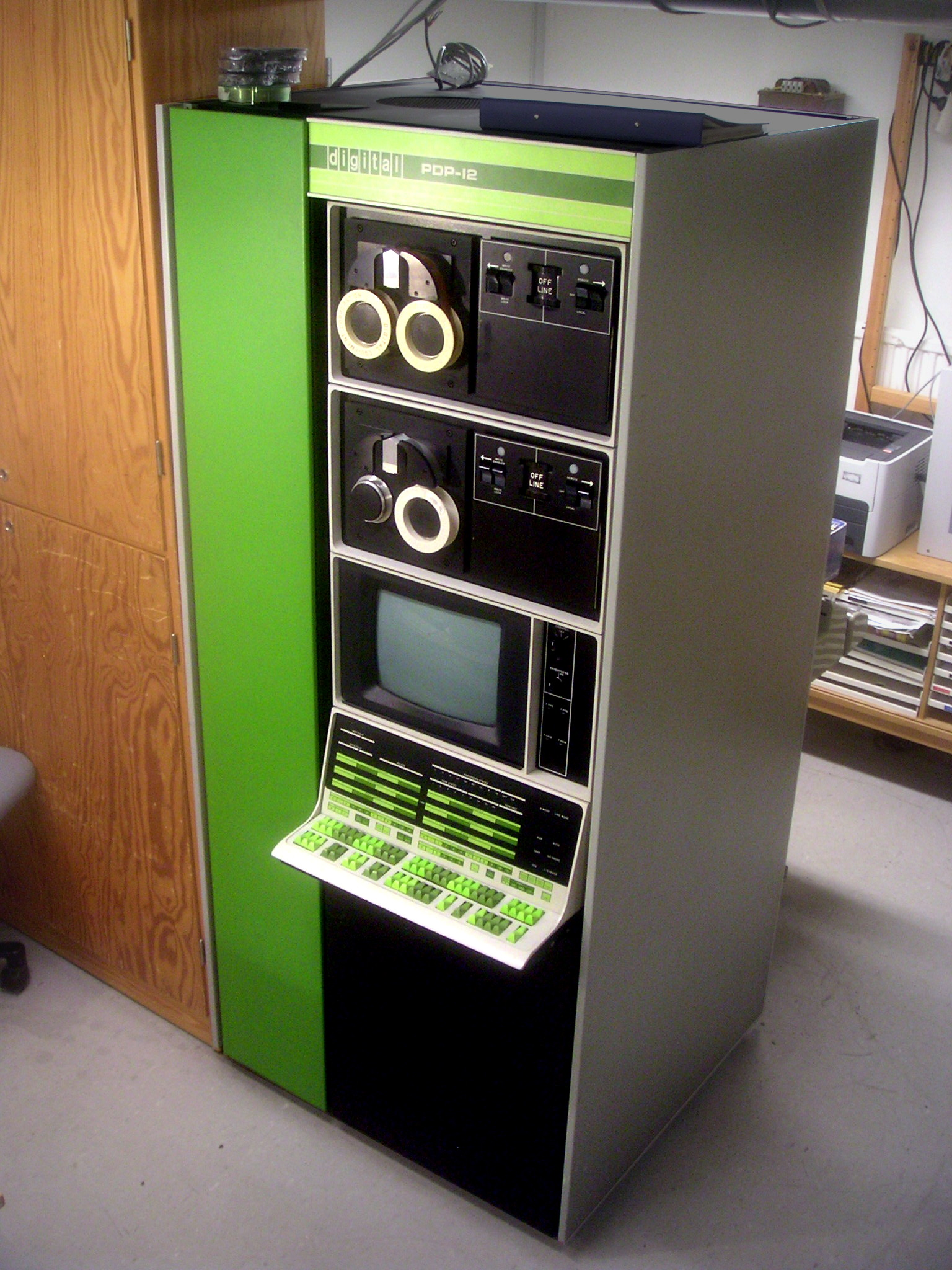
PDP-12